# 氷玉岡村
氷玉岡村（ひだまおかむら）は福島県大沼郡にあった村。現在の会津美里町氷玉・福重岡にあたる。

## 地理
- 山：大日影山、舘山、新山、高畑山、六石山

## 歴史
- 1889年（明治22年）4月1日 - 町村制の施行により、氷玉村、福重岡村の区域をもって発足。
- 1925年（大正14年）6月10日 - 川路村と合併して玉路村が発足。同日氷玉岡村廃止。